# 葛守礼
葛守禮（1505年—1578年），字與立，號與川，山東德平縣（今临邑縣德平镇葛老庄）人。明朝政治人物，嘉靖七年解元，聯捷進士。歷仕世宗、穆宗、神宗三朝，凡47年。官至戶部尚書。諡端肅。

## 生平
出身農家，家貧好學，師從齐清斋。二十四歲登嘉靖七年（1528年）山東鄉試第一名，嘉靖八年（1529年）聯捷己丑科会试第二百二十四名，三甲二十四名進士，授彰德府推官。歷任兵部主事，礼部儀制司郎中，二十一年十月升河南提学副使。二十四年八月遷山西左參政，歷山西按察使，進陝西左布政使，二十九年（1550年）七月擢都察院右副都御史、巡撫河南。三十年三月入京擔任戶部右侍郎，六月兼都察院右佥都御史、督理宣、大、山西等处粮饷。九月回京，改任吏部右侍郎。三十三年四月升吏部左侍郎，三十四年七月遷南京禮部尚書，三十五年三月被大学士李本弹劾，被令致仕。
隆庆元年（1561年），起用葛守礼为户部尚书，六月以母老乞终养归。四年二月再起为刑部尚书，十一月改任都察院左都御史，
萬曆三年（1575年）六月，告老還鄉，加授太子少保。曾為郭諶寫《墓誌銘》。萬曆六年（1578年）五月辭世，贈太子太保，諡端肅。《明史》有傳。

## 著作
著作收錄於有《端肃公文集》，另有《葛端肃公家训》二卷，實為年譜，還有《葛少保行历图》，即画像册。

## 家族
曾祖葛友才。祖父葛智（1454年-1523年），字公達，弘治甲子歲贡，正德甲戌除授鳳陽右衛经历。祖妣张氏（1455年-1537年）。父葛環。母李氏。重庆下。弟守易、守讓、守貞。
一子葛引生，字长伯，号东山，邑廪生，未第而卒。侄葛汇生，字进伯，贡生，官中书舍人。孫葛昕，字幼明，号龙池，以祖荫累官工部郎中、尚宝司卿。孫葛曦，字仲明，号凤池，萬曆解元、進士，官至南京國子監司業。四人皆有詩名。

## 延伸阅读
[在维基数据编辑]
 《明史卷二百一十四》，出自《明史》